# 1647 en philosophie
Chronologie de la philosophie
- 1643
- 1644
- 1645
- 1646
- 1647
- 1648
- 1649
- 1650
- 1651

L’année 1647 a été marquée, en philosophie, par les événements suivants :

## Publications
- Caspar van Baerle  : Rerum in Brasilia et alibi gestarum.

- Marin Cureau de La Chambre : Traité de la connoissance des animaux, où tout ce qui a esté dict pour et contre le raisonnement des bestes est examiné par le sieur de La Chambre (1647). Réédition : Fayard, Paris, 1989.

- Johann Clauberg :  Elementa philosophiae seu Ontosophia, Groningen, 1647.

- Comenius : Historia persecutionum Ecclesiae Slavonicae, 1647 - demande aux Protestants européens d’aider les Tchèques.

- Pierre Gassendi : De Vita, moribus et doctrina Epicuri libri octo (Lyon, 1647, in-4),

- Johannes Micraelius : 
  - Ethnopronius tribus dialogorum libris;
  - Aphorismi de regia politici scientia.

- Henry More : Philosophical Poems (1647), édi. G. Bullough, Manchester, 1931.

- Georg Stengel : De monstris et monstrosis, quam mirabilis, bonus et iustus, in mundo administrando, sit Deus, monstrantibus. Ingolstadt, Haenlin & Wagner, 1647. Cet ouvrage traite de monstres fantastiques, monstruosités réelles avec des manques physiques graves, des merveilles naturelles; chose sur laquelle l'auteur pense que les causes probables sont les expressions naturelles du démon dans les événements humains. Il manque régulièrement aux bibliographies ésotériques.

## Naissances
- François Poullain de La Barre, né en 1647 à Paris et mort le 4 mai 1723 à Genève, est un écrivain, philosophe cartésien et féministe français.

- 18 novembre au Carla-le-Comte (aujourd'hui Carla-Bayle), près de Pamiers en Pays de Foix (aujourd'hui Ariège) : Pierre Bayle, mort à Rotterdam le 28 décembre 1706, est un philosophe, écrivain et lexicographe français.